# Костел Внебовзяття Пресвятої Діви Марії (Турка)
Костел Внебовзяття Пресвятої Діви Марії (іноді Успенський костел, костел Успення Пресвятої Діви Марії, пол. Kościół Wniebowzięcia Najświętszej Marii Panny) — культова споруда, римо-католицький парафіяльний костел у місті Турка (вулиця Василя Стуса, 35) Львівської області в Україні.

## Історія
Первинно дерев'яний костел був побудований в 1730 році за кошти власника Турки Антонія Калиновського (пол. Antoni Kalinowski), який запросив до Турки отців-єзуїтів і підтримав створення у місті їх місії єзуїтів. У 1743 році архієпископ Вацлав Сєраковський передав єзуїтам опіку над нечисленними міськими римо-католиками. В 1749 році в місті була заснована римо-католицька парафія, яка проіснувала до моменту розпуску австрійським урядом ордену єзуїтів. Єпископ Юзеф Керський 22 жовтня 1773 року відновив парафію у Турці, а отець Михайло Ключевич, колишній єзуїт, став місцевим парохом. У 1777 році дерев'яний храм зруйнувався — місцева римо-католицька громада в 1778 році заклала фундамент і розпочала будівництво нового мурованого храму. В 1778–1779 роках недобудоване приміщення мурованої святині використовувалося для релігійних потреб.
Відомо, що в кінці XVIII століття храм мав п'ять вівтарів: зі старого костелу в новий були перенесені вівтарі Богоматері та святого Ігнатія (Лойоли), а ще додатково інстальовані вівтарі святої Теклі, Яна Непомуцького та Розп'яття. У 1828 році парафія придбала ще один вівтар — святого Антонія.

В XIX столітті храм повільно будувався (1846, 1862 роки). Завершеного вигляду костел набув після того, як у 1906–1914 роках був реконструйований за проєктом архітектора Станіслава Маєрського. 1914 року храм освятили лише з один тимчасовим вівтарем. У часи першої світової війни костел зазнав суттєвих пошкоджень. У 1926–1928 роках здійснено ґрунтовний ремонт споруди, зведення навколо неї нову муровану огорожу. 28 квітня 1927 року перемиський єпископ Анатолій Новак освятив костел Вннбовзяття Пресвятої Діви Марії. В 1930-х роках було здійснено розпис храму та зведено біля нього муровану дзвіницю.

Турківський парафіяльний округ територіально був найбільшим на теренах Галичини, охоплював понад 30 сіл, хоча кількість парафіян у 1913—1939 роках парафія сягала близько 3000 вірних. Окрім костелу та каплиці при лікарні на території турківського римо-католицького парафіяльного округу функціонували костели у Ясениці Замковій (Іоанна з Кентів, з 1914 р.), Розлучі (Франциска, з 1914 р.), Ільнику (1934 р.), Соколиках (Серця Ісуса, 1912 р.), Яворі (Різдва богоматері, з 1913 р.).
Після II світової війни і приходу на Галичину «совєтів» костел з 1945 року припинив функціонування. Майно, яке пароху Ігнатію Кулаковському в 1945 році не вдалося вивезти до Польщі, було знищене. А храм до 1990 року використовували як господарське приміщення (склад), а згодом — як столярну майстерню.
Святиню повернули вірним у 1992 р. Після багаторічного ремонту костел частково відновлений. Сьогодні костел функціонує як головний храм нечисленної римо-католицької громади міста Турки.

## Світлини

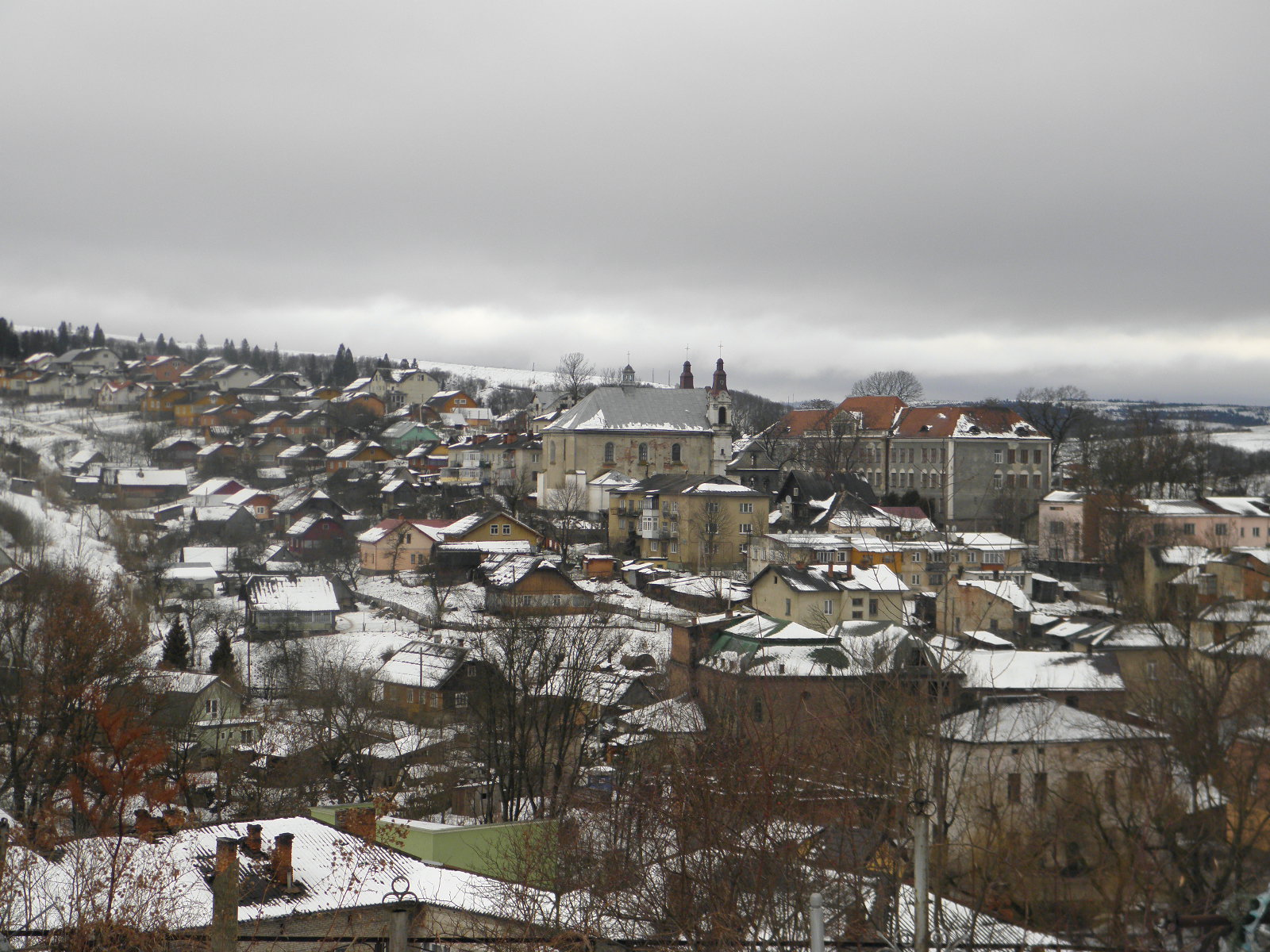
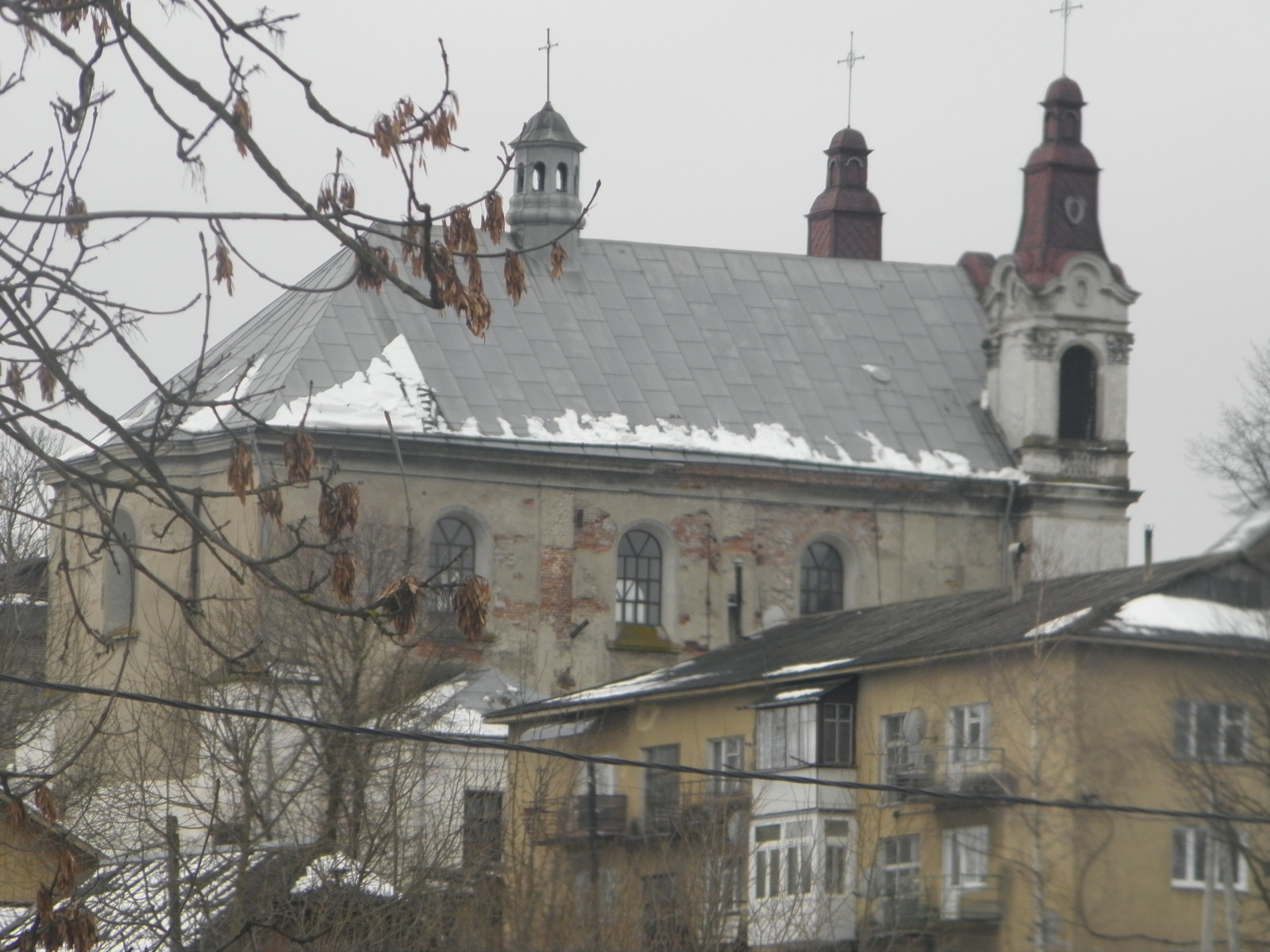
вигляд з центру міста
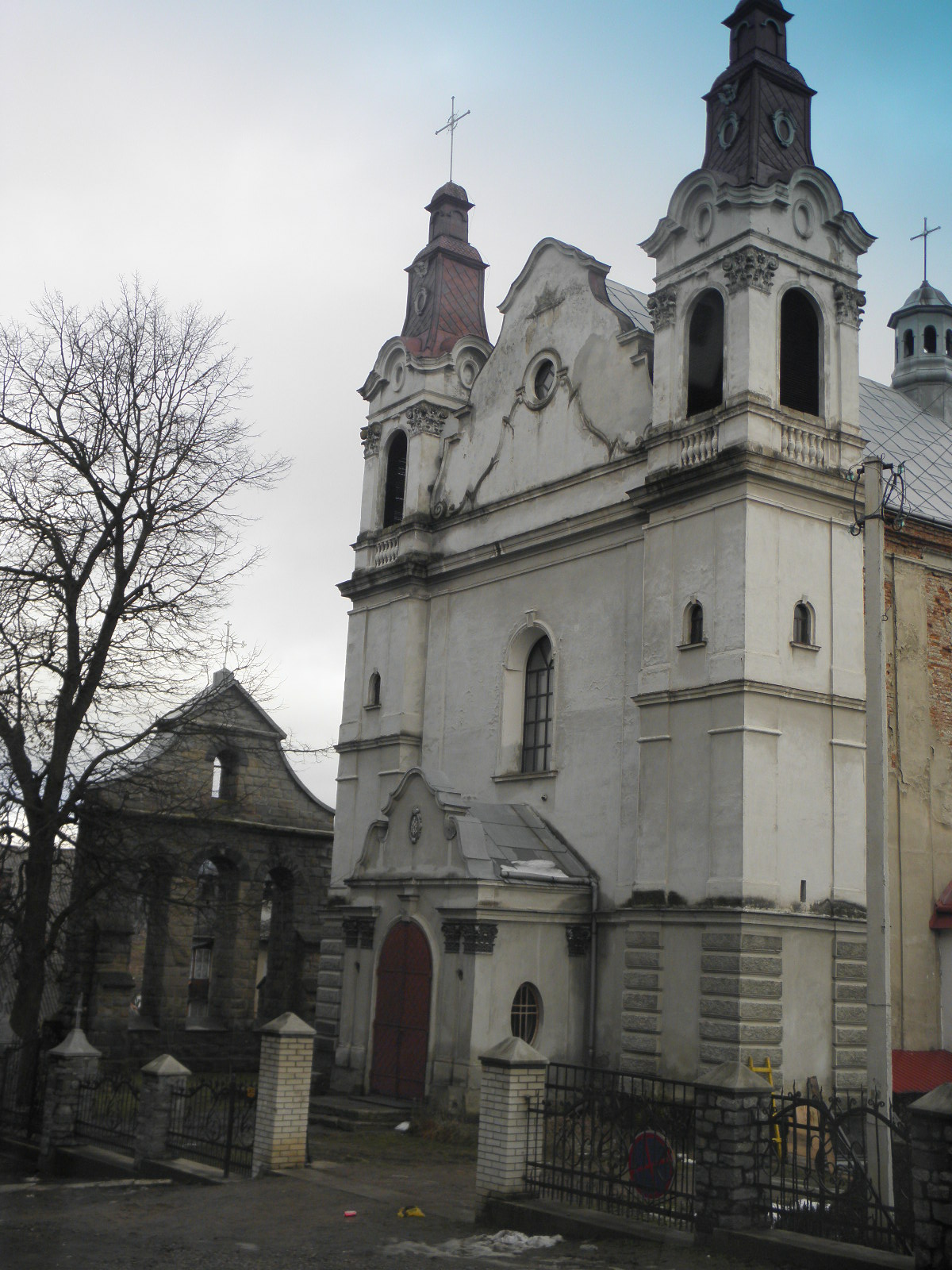
головний фасад
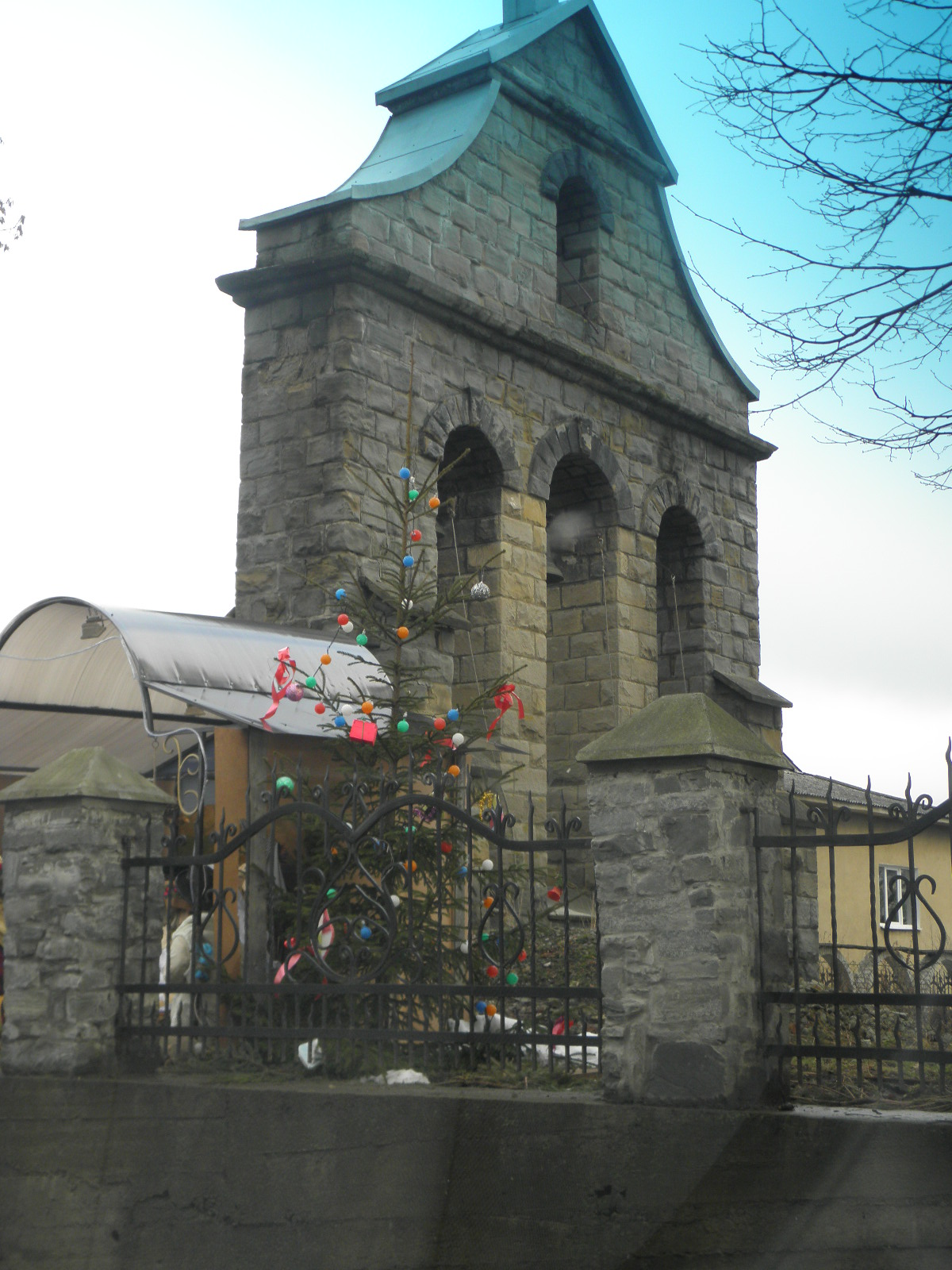
дзвіниця